# Gomya troglophila
Gomya troglophila is een keversoort uit de familie Endomychidae (zwamkevers). De wetenschappelijke naam van de soort werd in 1979 gepubliceerd door Tapan Sen Gupta.